# Franky Van der Elst
Franky Van der Elst (* 30. April 1961 in Ninove) ist ein ehemaliger belgischer Fußballspieler und heutiger -trainer.

## Karriere
Van der Elst begann seine aktive Karriere bei RWD Molenbeek, bevor er 1984 zum FC Brügge wechselte und dort auch 1999 seine Laufbahn beendete. Hier gewann er fünf Meisterschaften (1988, 1990, 1992, 1996, 1998) und viermal den Landespokal (1986, 1991, 1995, 1996). Der defensive Mittelfeldspieler nahm zwischen 1986 und 1998 für die belgische Nationalmannschaft an vier Weltmeisterschaften teil, wobei er 14-mal zum Einsatz kam. Insgesamt absolvierte er 86 Länderspiele für sein Land (1 Tor). Anschließend war Van der Elst von 1999 bis 2003 Trainer bei Germinal Beerschot, und 2003/04 beim SK Lokeren. Im September 2011 übernahm er das Traineramt bei der VV Sint-Truiden. Von 2014 bis 2016 trainierte er den KSV Roeselare.
Unter Gert Verheyen war er von 2016 Co-Trainer bei der belgischen U19-Fußballnationalmannschaft. Bei dessen Wechsel zum KV Ostende im Sommer 2018 wechselte er als Co-Trainer mit. Auch unter dessen Nachfolger Hugo Broos blieb er Co-Trainer beim KV Ostende. Nachdem aufgrund des Tabellenstandes am 29. April 2019 auch Broos von Ostende entlassen wurde, übernahm Van der Elst die Aufgabe des Trainers bis Saisonende. Nach Verpflichtung von Kåre Ingebrigtsen als neuen Trainer in der Saison 2019/20 ist Van der Elst wieder als Assistenztrainer für Ostende tätig.
1982 war nicht Franky Van der Elst, sondern François Van der Elst WM-Teilnehmer und kam zu zwei Einsätzen.
Von Pelé wurde er in die Liste der FIFA 100 der besten 125 noch lebenden Fußballer gewählt.

## Erfolge
- Belgischer Meister (5): 1987/88, 1989/90, 1991/92, 1995/96, 1997/98
- Belgischer Pokalsieger (4): 1985/86, 1990/91, 1994/95, 1995/96
- Belgischer Supercupsieger (7): 1988, 1990, 1991, 1992, 1994, 1996, 1998